# Matapozuelos
Matapozuelos ist eine nordspanische Stadt und eine Gemeinde (municipio) mit 1.015 Einwohnern (Stand: 2024) in der Provinz Valladolid in der autonomen Region Kastilien-León. 

## Lage
Matapozuelos liegt in der kastilischen Hochebene in einer Höhe von etwa 730 m. Die Provinzhauptstadt Valladolid befindet sich gut 27 km (Fahrtstrecke) nordnordöstlich. Das Klima im Winter ist durchaus kalt, im Sommer dagegen warm bis heiß; die spärlichen Regenfälle (ca. 510 mm/Jahr) fallen verteilt übers ganze Jahr.

## Bevölkerungsentwicklung
| Jahr      | 1970 | 1981 | 1991 | 2001 | 2011 | 2021 |
| Einwohner | 1408 | 988  | 943  | 991  | 1053 | 1039 |

Der deutliche Bevölkerungsanstieg im 20. Jahrhundert ist im Wesentlichen auf die Zuwanderung aus den ländlichen Gebieten in der Umgebung zurückzuführen (Landflucht).

## Sehenswürdigkeiten

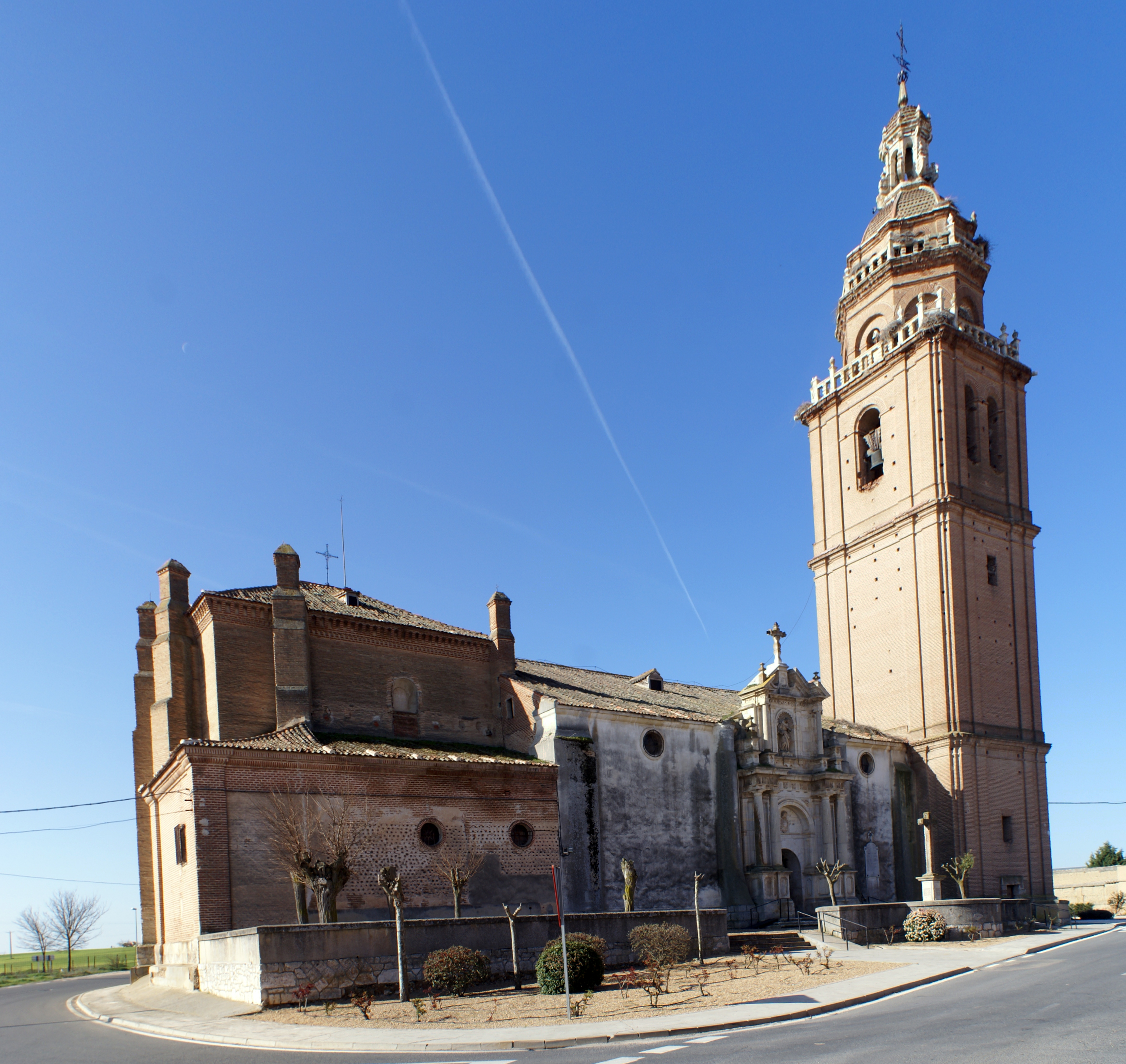
Magdalenenkirche
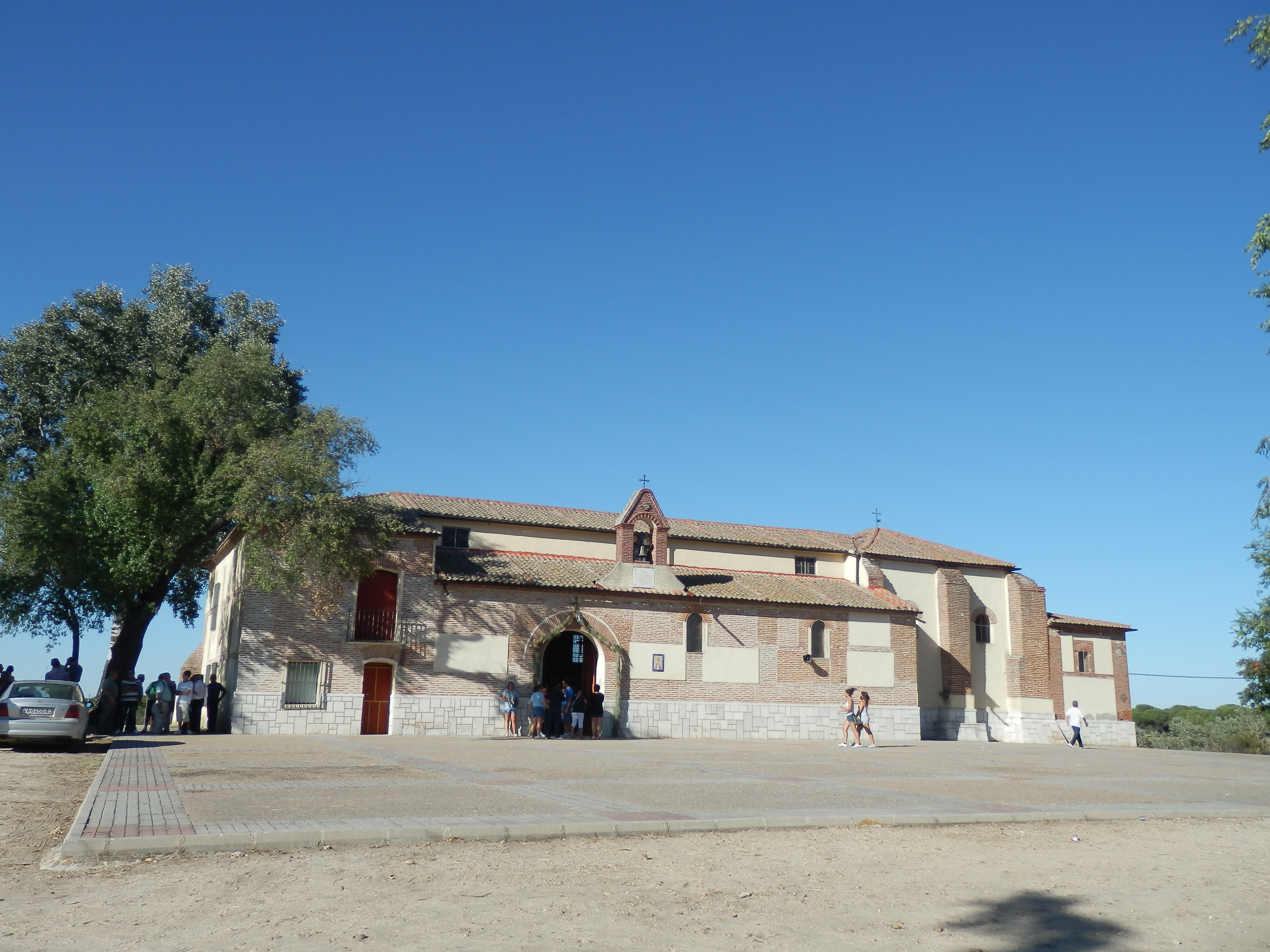
Marienkapelle
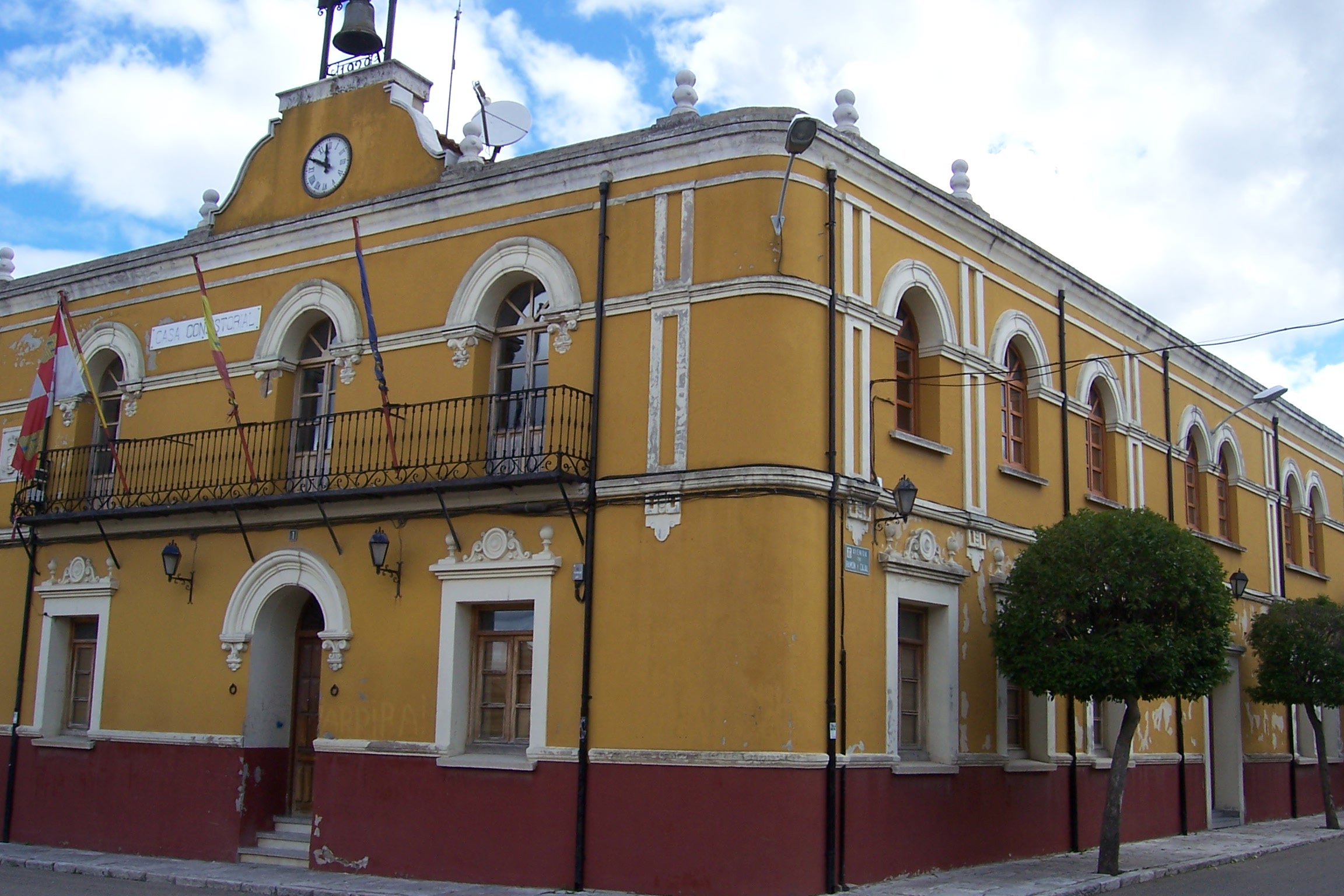
Rathaus

- Magdalenenkirche
- Marienkapelle
- Rathaus